# Równe (województwo opolskie)
Równe (niem. Roben, cz. Rovné) – wieś w Polsce położona w województwie opolskim, w powiecie głubczyckim, w gminie Głubczyce.
W latach 1975–1998 miejscowość położona była w województwie opolskim.
Leży na terenie Nadleśnictwa Prudnik (obręb Prudnik).
W latach 1945–1989 stacjonowała tu strażnica Wojsk Ochrony Pogranicza.

## Nazwa
Miejscowość została zanotowana w roku 1377 jako Rofne oraz Rosne. W 1434 Rowny, a w roku 1461 Rowen. Nazwa pochodzi od starosłowiańskiego ravn oznaczającego w języku polskim równy. Jej nazwa odnosi się do fizjograficznych właściwości terenu, na którym powstało - równego płaskiego terenu - "równiny".

## Zabytki
Do wojewódzkiego rejestru zabytków wpisane są:
- kościół par. pw. śś. Piotra i Pawła, z 1550 r., l. 1827-1832
- kaplica, z XVIII w.
- plebania, z XVIII/XIX w.